# L'Abergement
L'Abergement es una comuna de Suiza perteneciente al distrito de Jura-Nord vaudois del cantón de Vaud.
En 2018 tenía una población de 248 habitantes.
En la Edad Media era un pueblo perteneciente al señorío de Les Clées. Desde 1536, perteneció a la bailía de Yverdon-les-Bains y a la castellanía de Les Clées. Su principal monumento es la iglesia construida en 1901, conocida por albergar desde 1941 vitrales procedentes de la catedral de Lausana, realizados por el conocido artista modernista Eugène Grasset.
Se ubica unos 5 km al noroeste de Orbe. El territorio de la comuna es fronterizo con Francia.